# Antoni Morell
Antoni Morell i Mora (Barcelona, 14 de diciembre de 1941-Andorra la Vieja, 5 de enero de 2020) fue un escritor andorrano. Ejerció de abogado y trabajó en la administración pública andorrana. Fue embajador de Andorra ante la Santa Sede y colaboró con numerosas publicaciones de diarios, como por ejemplo, Poble Andorrà, Andorra 7, Diari d’Andorra, Periòdic d'Andorra, Set Dies, Avui y La Vanguardia’'.

## Biografía
Pese a que nació en Barcelona, concretamente en la calle de Calaf, núm. 121, tenía la nacionalidad andorrana. Su padre, un taxista de Alpicat (Lérida), se enamoró de una heredera andorrana, que trabajaba de asistenta en Barcelona, con quien se casó. Fruto de este matrimonio nacieron dos hijos, la mayor, Montserrat Morell Mora y el pequeño, Antoni Morell Mora. En aplicación de la ley tradicional andorrana, el heredero, era la hijo/hija primogénito y el segundo, iba para sacerdote. Por esta razón lo ingresaron en el Seminario Conciliar de Barcelona de muy joven (1952), cursando teología y filosofía, siendo ordenado diácono (nunca fue ordenado sacerdote por decisión propia).
En 1973 fue nombrado secretario general de la Sindicatura General de Andorra, con el síndico general Julià Reig i Ribó, cargo que no dejó hasta la reforma política andorrana de 1979, cuando ganó las primeras elecciones democráticas y libres en Andorra, en 1981, Óscar Ribas i Reig, sobrino de Julià Reig y propietarios de la Banca Reig y de los Tabacos Reig de San Julián de Loria, que lo nombró secretario general del primer gobierno, junto con Manuel Mas Ribó, hasta el 12 de mayo de 1984, cuando dejó el gobierno. Posteriormente, en 1994, Oscar Ribas volvió a ganar las elecciones, pero Morell ya no volvió a la política con este gobierno.

### Estudios
- 1963 Latín, filosofía y teología.[5] Ingresó en el Seminario Menor de la Conrreria (Barcelona) (curso 1952-53) y posteriormente en el Seminario Conciliar de Barcelona, en el que coincidió con Joan Rigol y Josep Maria Balcells
- 1969 Licenciado en historia contemporánea y moderna (Universidad de Zaragoza)[5]
- 1976 Licenciado en derecho (Universidad de Zaragoza y Universidad de Barcelona)[5]

### Actividades docentes
- Profesor de literatura y de latín en el Colegio Sant Ermengol y en el Colegio Ana Maria Janer de Andorra la Vieja (1968-1972)[3]
- Durante catorce años fue profesor de derecho mercantil y filosofía del derecho en el Centro Asociado de la UNED, en la Seu d’Urgell.[5]

### Cargos políticos
- Asesor pedagógico al Consejo General del Principado de Andorra.[5]
- Secretario de la Sindicatura General del Principado de Andorra (1973-1981)[5]
- Secretario general del primer Gobierno andorrano (1981-1984)[5]
- Embajador plenipotenciario del Principado de Andorra ante la Santa Sede (2005-2010)[6]

### Actividades culturales relacionadas
- Cofundador de la revista ‘’Andorra 7’’, así como de la editorial andorrana Serra Airosa.
- Membro fundador de la Asociación de Escritores del Principado de Andorra en el año 1995, del que fue su Presidente durante muchos años.
- Impulsor del proyecto del Museo de Libro de La Massana.

### Salvador Espriu y Antoni Morell
La amistad de Antoni Morell con Salvador Espriu viene de los años 70, cuando él era Secretario General de la Sindicatura del Principado de Andorra. Por razones culturales él lo fue a visitar a su despacho de Barcelona. Ante la propuesta de una participación intensa con Andorra el poeta catalán le dijo ‘’Señor Morell, por Andorra, lo que sea, pero no me haga viajar.’' A partir de aquí nació una amistad que duraría hasta la muerte de este en 1986. En 1983 le prologó su primera novela ‘’Set lletanies a mort (Siete letanías a muerte)’’, basada en los hechos históricos de la última ejecución que se produjo en el Principado de Andorra en 1943.
Cuando se rumoreaba que Espriu podría ser un candidato al Premio Nobel de Literatura, publicó en 1981, en el Diari d’Andorra, el artículo: "Salvador Espriu: pasaport andorrà 4.274” (artículo que se conserva a la hemeroteca de los Archivos Nacionales de Andorra y de la Biblioteca de Cataluña), en que el escritor andorrano se ofrecía a cederle su pasaporte para que pudiera optar al reconocimiento internacional (el Nobel de literatura sólo se otorga a autores de lenguas con Estado propio). Espriu respondió: ‘’Me complacería mucho tener la ciudadanía honoraria andorrana, no por miedo a nada, porque yo no tengo que huir de nada porque no he hecho nunca mal a nadie. Esto sería el más grande honor que se me ha hecho nunca’’.

## Obra

### Novela

#### Histórica
- 1981: Set lletanies de mort (Siete letanías de muerte). Ediciones: Ed. Laia (1981) ISBN 8472229424. Ed. La Magrana (1996) ISBN 9788474109205. Ed. Proa (2002) ISBN 9788484371830. Trad. de Edit. Destino en español (2007) ISBN 9788423339549, en un libro conjunto con ‘’Borís I, rey de Andorra’’. Libro de lectura obligatoria en el Bachillerato en su edición catalana. Este libro narra de forma novelada la última ejecución ocurrida en el Principado de Andorra, en 1942, de un fratricida.
- 1984: Borís I, rei d'Andorra Boris I, rey de Andorra). Ediciones: Ed. La Magrana (1984) ISBN 9788474101577. Ed. Proa (2004) ISBN 9788484370826. Trad. de Edit. Destino en español (2007) ISBN 9788423339549, en un libro conjunto con ‘’Siete letanías de muerte’'. Traducido también al checo. Este libro narra de forma novelada la historia de Borís Skósyrev, que se nombró rey de Andorra durante un periodo muy corte de tiempo. La madre del autor conoció personalmente al rey Borís I.

#### Ficción
- 1987: Als límits de l'alba. Ed. Grafinter ISBN 9991330038
- 1996: Karen nena de la llum. Material d'Edició ISBN 9992011467
- 1999: La neu adversa. Ed. Proa ISBN 9788482569567
- 2004: El vell i els anyells. Andbanc
- 2005: Memòria del fill d’un poble.
- 2005: Andorra, El Cor dels Pirineus. Art Al Set. ISBN 9992015810

### Ensayo, sociología e historia
- 1971: 693 anys després, escrito con Elidà Amigó. Ed. Andorra 71. EAN 3637219710693 (descatalogado)
- 1976: Andorra 1947 (descatalogado)
- 1980: El Consell General, 1682-1979. Recull cronològic del patricis andorrans, escrito conjuntamente con Lídia Armengol y Manuel Mas. Ed. del M.I. Consell General. (descatalogado)
- 1986: Salvador Espriu i Andorra. Banca Reig. AND-384-86 (descatalogado)
- 1992: L'esdevenidor assumit. Ed. TRAM3S ISBN 8487656110
- 1992: Predicant en el desert. Ed. TRAM3S ISBN 8487656129
- 2002: Andorranes i andorrans. Pagès Editors ISBN 9788479358808
- 2005: Andorra, avui i demà. Converses d'Antoni Morell amb Albert Pintat. Ed. Grafinter ISBN 9992015594
- 2008: 52 dies d'ocupació?: Agost-octubre 1933 a Andorra. Pagés Editors. ISBN 8497796500

### Descripción y viajes
- 1989: Andorra vol insòlit, escrito conjuntamente con Ramon Vinyes. Edicions dels noranta. ISBN 8940454627
- 1995: Tastar Andorra. Material d'Edició ISBN 99911114

## Premios literarios y reconcimientos
- Escritor del mes en catalán (noviembre de 1996)[9]
- 1999: Premio Carlomagno por ‘’La Neu Adversa’’
- 2001: Premio Sant Miquel d'Engolasters de Ensayo Literario en la XXIV Nit Literària Andorrana, por ‘’Andorranes i Andorrans’’
- El 7 de junio de 2001 se le otorga el ingreso en la Orden de Alfonso X "el Sabio"[10]
- 2005: Premio Manel Cerqueda de novela breve a Antoni Morell por 'El vell i els anyells'[11]
- 2011: Premio Ágora Cultural 2011[12]